# ارتجاع صفراوي
الارتجاع الصفراوي أو الارتجاع المراري (بالإنجليزية: Biliary reflux)‏ أو ارتجاع الإثني عشر (بالإنجليزية: duodenogastric reflux)‏ هو حالة مرضية تحدث عندما ترتجع الصفراء من الاثني عشر إلى المعدة والمريء.
أحيانا يحدث خلط بين الارتجاع الصفراوي وارتجاع المرئ، ففي حين أن الارتجاع الصفراوي هو ارتجاع الصفراء من الاثني عشر (جزء من الأمعاء الدقيقة) إلى المعدة والمريء (بعكس اتجاه حركتها الطبيعية)، أما ارتجاع المرئ فهو ارتجاع حمض المعدة إلى المريء. وغالبا ما تحدث الحالتين في نفس الوقت، وقد يكون التمييز بينهما صعبا.
الصفراء هي سائل هضمي يتم تخليقه من قبل الكبد وتخزينه في المرارة، ويفرز في الاثني عشر بعد تناول الطعام للمساعدة في هضم الدهون، وعادة ما يمنع بواب المعدة الصفراء من دخول المعدة، ولكن عندما تكون العضلة العاصرة البوابية تالفة أو لا تعمل بشكل صحيح، فإن الصفراء يمكنها أن تدخل المعدة، ومن ثم يتم نقلها إلى المريء في حالة الارتجاع المعدي المريئي. ويُعتبر وجود كميات صغيرة من الصفراء في المعدة أمر شائع نسبيا ولا أعراض له، ولكن الارتجاع المفرط للعصارة الصفراوية يسبب التهيج والالتهاب.

## الأعراض
- آلام في البطن مكثفة ودائمة
- آلام في البطن بعد الأكل
- حرقة متكررة لا تستجيب لعلاج ارتجاع المعدة
- غثيان
- قيء
- فقدان الوزن بشكل غير نتعمد نتيجة الخوف من الأكل

## الأسباب
تحدث معظم الأضرار التي تلحقت بصمام البواب كمضاعفات لجراحة المعدة، وتشمل الأسباب الأخرى لارتجاع الصفراوي ما يلي:
القرحة الهضمية
جراحة المرارة ( استئصال المرارة )
وهناك قدر كبير من الحالات مجهولة السبب، مع عدم وجود مسببات محددة لها.

## التعامل مع الارتجاع الصفرواي
علاج الارتجاع الصفراوي هو نفس العلاج لارتجاع المريئ. فبشكل عام، كل ما يمكن أن يقلل من ارتجاع المريئ يمكن أن يقلل من ارتجاع الصفراء. مثل تعديل نمط الحياة، وتخفيض الوزن، وتجنب تناول الطعام مباشرة قبل النوم وتجنب الاستلقاء مباشرة بعد وجبات الطعام. وبالإضافة إلى ذلك فقد وُجد أن التدخين يمثل عاملا في تطور ارتجاع المريئ. وبالتالي، كل هذه العوامل يجب أن تطبق على الارتجاع الصفراوي كذلك.
وبالمثل، فإن الأدوية التي تقلل من إفراز حمض المعدة (مثل مثبطات مضخة البروتون) أو التي تقلل من محتويات المعدة أو حجمها يمكن أن تستخدم لعلاج الارتجاع الصفراوي. ونظرا لأن بعض الأدوية تساعد علي تفرغ المعدة بزيادة حركتها وتسريع إفراغها، فإنها يمكن كذلك أن تقلل أيضا من الارتجاع الصفراوي. كذلك فإن الأدوية الأخرى التي تقلل من استرخاء العضلة العاصرة المريئية السفلى، مثل باكلوفين، أثبتت أيضا تأثيرها للحد من الارتجاع الصفراوي، لا سيما في المرضى الذين لا تستجيبون للعلاج بمثبطات مضخة البروتون.
تشمل الأدوية المستخدمة في علاج الارتجاع الصفراوي منحيات حامض الصفراء، وخاصة كوليسترامين ، التي تعطل دورة العصارة الصفراوية في الجهاز الهضمي وتنحي الصفراء التي من شأنها أن تسبب أعراض الارتجاع. والعناصر الحركية (prokinetic agents) التي تساعد في تحرك الطعام من المعدة إلى الأمعاء الدقيقة بسرعة أكبر ومنع الارتجاع.
ويمكن أيضا علاج الارتجاع الصفراوي جراحيا إذا كانت الأدوية غير فعالة، أو إذا وجد نسيج سابق التسرطن في المريء.